# World Championship Tour 2004
Cet article présente la saison 2004 du Championnat du monde de surf.

## Palmarès détaillé 2004

### 2004 Hommes

#### Calendrier
| Date                      | Lieu                                | Pays                | Compétition               | Vainqueur      |
| ------------------------- | ----------------------------------- | ------------------- | ------------------------- | -------------- |
| 2 mars-14 mars            | Gold Coast, Queensland              | Australie           | Quiksilver Pro            | Michael Lowe   |
| 6 avril-16 avril          | Bells Beach, Victoria               | Australie           | Rip Curl Pro Surf         | Joël Parkinson |
| 6 mai-18 mai              | Teahupoo, Tahiti                    | Polynésie française | Billabong Pro Teahupoo    | C.J. Hobgood   |
| 26 mai-4 juin             | Tavarua                             | Fidji               | Globe WCT Fiji            | Damien Hobgood |
| 13 juillet-23 juillet     | Jeffreys Bay                        | Afrique du Sud      | Billabong Pro Jeffreys    | Andy Irons     |
| 1er septembre-8 septembre | Chiba                               | Japon               | Billabong Pro Japan       | C.J. Hobgood   |
| 10 septembre-21 septembre | Trestles, Californie                | États-Unis          | Boost Mobile Pro of Surf  | Joël Parkinson |
| 23 septembre-4 octobre    | Côte du Sud-Ouest                   | France              | Quiksilver Pro France     | Andy Irons     |
| 5 octobre-16 octobre      | Mundaka, Communauté autonome basque | Espagne             | Billabong Pro             | Luke Egan      |
| 1er novembre-10 novembre  | Florianópolis, Santa Catarina       | Brésil              | Nova Schin Festival       | Taj Burrow     |
| 8 décembre-20 décembre    | Banzai Pipeline, Oahu               | États-Unis          | Rip Curl Pipeline Masters | Jamie O'Brien  |

### Classement
| Classement | Nom               | Pays           | Points | Nombre d'épreuves | Remarque         |
| ---------- | ----------------- | -------------- | ------ | ----------------- | ---------------- |
| 1          | Andy Irons        | États-Unis     | 7824   | 11                |                  |
| 2          | Joel Parkinson    | Australie      | 6588   | 9                 |                  |
| 3          | Kelly Slater      | États-Unis     | 6444   | 11                |                  |
| 4          | C.J. Hobgood      | États-Unis     | 6108   | 11                |                  |
| 5          | Luke Egan         | Australie      | 5760   | 11                |                  |
| 6          | Taj Burrow        | Australie      | 5724   | 11                |                  |
| 7          | Nathan Hedge      | Australie      | 5688   | 10                |                  |
| 8          | Sunny Garcia      | États-Unis     | 5172   | 9                 |                  |
| 9          | Damien Hobgood    | États-Unis     | 5124   | 9                 |                  |
| 10         | Peterson Rosa     | Brésil         | 5076   | 11                |                  |
| 11         | Jake Paterson     | Australie      | 4968   | 11                |                  |
| 12         | Mark Occhilupo    | Australie      | 4896   | 10                |                  |
| 13         | Michael Lowe      | Australie      | 4872   | 11                |                  |
| 14         | Cory Lopez        | États-Unis     | 4776   | 11                |                  |
| 15         | Kalani Robb       | États-Unis     | 4752   | 11                |                  |
| 16         | Daniel Wills      | Australie      | 4704   | 10                |                  |
| 17         | Dean Morrison     | Australie      | 4692   | 10                |                  |
| 17         | Phillip MacDonald | Australie      | 4692   | 11                |                  |
| 17         | Paulo Moura       | Brésil         | 4692   | 11                |                  |
| 20         | Tom Whitaker      | Australie      | 4656   | 11                |                  |
| 21         | Tim Curran        | États-Unis     | 4542   | 11                |                  |
| 22         | Taylor Knox       | États-Unis     | 4524   | 11                |                  |
| 23         | Lee Winkler       | Australie      | 4332   | 11                |                  |
| 23         | Bruce Irons       | États-Unis     | 4332   | 11                |                  |
| 23         | Raoni Monteiro    | Brésil         | 4332   | 10                |                  |
| 26         | Pat O'Connell     | États-Unis     | 4284   | 11                | Retraite         |
| 27         | Darren O'Rafferty | Australie      | 4272   | 11                |                  |
| 28         | Richard Lovett    | Australie      | 4200   | 11                |                  |
| 28         | Neco Padaratz     | Brésil         | 4200   | 11                | Année sabbatique |
| 30         | Trent Munro       | Australie      | 4008   | 11                |                  |
| 31         | Troy Brooks       | Australie      | 3960   | 11                |                  |
| 32         | Victor Ribas      | Brésil         | 3888   | 11                |                  |
| 33         | Guilherme Herdy   | Brésil         | 3816   | 11                |                  |
| 34         | Michael Campbell  | Australie      | 3768   | 11                | rétrogradé WQS   |
| 35         | Kieren Perrow     | Australie      | 3696   | 10                | rétrogradé WQS   |
| 36         | Nathan Webster    | Australie      | 3648   | 11                | rétrogradé WQS   |
| 36         | Marcelo Nunes     | Brésil         | 3648   | 11                | repêché WQS      |
| 38         | Shane Beschen     | États-Unis     | 3624   | 8                 | repêché WQS      |
| 39         | Toby Martin       | Australie      | 3564   | 11                | repêché WQS      |
| 40         | Chris Davidson    | Australie      | 3468   | 7                 | rétrogradé WQS   |
| 41         | Armando Daltro    | Brésil         | 3384   | 10                | rétrogradé WQS   |
| 42         | Beau Emerton      | Australie      | 3264   | 11                | rétrogradé WQS   |
| 43         | Mick Fanning      | Australie      | 3252   | 4                 | repêché          |
| 43         | Greg Emslie       | Afrique du Sud | 3252   | 11                | repêché WQS      |
| 45         | Luke Hitchings    | Australie      | 3192   | 11                | rétrogradé WQS   |
| 46         | Eric Rebiere      | France         | 2688   | 11                | rétrogradé WQS   |
| 47         | Shea Lopez        | États-Unis     | 2304   | 0                 | repêché blessure |
| 48         | Shane Powell      | Australie      | 1368   | 3                 | rétrogradé WQS   |

Les 9 rétrogradés en WQS sont remplacés par 9 nouveaux venus : Frederick Patacchia , Travis Logie , Bede Durbidge , Tim Reyes , Chris Ward , Luke Stedman , Kirk Flintoff , Renan Rocha  et Bernardo Miranda .
Quant à Pat O'Connell et Neco Padaratz, ils ne sont pas remplacés, le circuit 2005 comptera 45 surfeurs.

## Femmes

### Calendrier
| Date                    | Lieu                      | Pays                | Compétition            | Vainqueur         |
| ----------------------- | ------------------------- | ------------------- | ---------------------- | ----------------- |
| 2 mars-14 mars          | Gold Coast, Queensland    | Australie           | Roxy Pro               | Jacqueline Silva  |
| 18 avril-24 avril       | Tavarua                   | Fidji               | Roxy Pro               | Sofía Mulánovich  |
| 6 mai-16 mai            | Teahupoo, Tahiti          | Polynésie française | Billabong Pro Teahupoo | Sofía Mulánovich  |
| 22 mai-30 mai           | Anglet, Landes            | France              | Roxy Jam               | Sofía Mulánovich  |
| 2 octobre-10 octobre    | Malibu, Californie        | États-Unis          | Rip Curl Malibu Pro    | Megan Abubo       |
| 12 novembre-24 novembre | Sunset Beach, Oahu, Hawaï | États-Unis          | Roxy Pro               | Layne Beachley    |
| 8 décembre-19 décembre  | Honolua Bay, Maui, Hawaï  | États-Unis          | Billabong Pro          | Chelsea Georgeson |

### Classement
| Classement | Nom                 | Pays           | Points | remarque |
| ---------- | ------------------- | -------------- | ------ | -------- |
| 1          | Sofía Mulánovich    | Pérou          | 5484   |          |
| 2          | Rochelle Ballard    | États-Unis     | 4584   |          |
| 3          | Chelsea Georgeson   | Australie      | 4572   |          |
| 4          | Layne Beachley      | Australie      | 4368   |          |
| 5          | Maria Tita Tavares  | Brésil         | 3846   |          |
| 6          | Jacqueline Silva    | Brésil         | 3768   |          |
| 7          | Keala Kennelly      | États-Unis     | 3348   |          |
| 8          | Laurina McGrath     | Australie      | 3336   |          |
| 9          | Megan Abubo         | États-Unis     | 3078   |          |
| 10         | Samantha Cornish    | Australie      | 2964   |          |
| 11         | Trudy Todd          | Australie      | 2940   |          |
| 12         | Heather Clark       | Afrique du Sud | 2748   |          |
| 12         | Melanie Redman-Carr | Australie      | 2748   |          |
| 14         | Pauline Menczer     | Australie      | 2556   |          |
| 15         | Melanie Bartels     | États-Unis     | 2238   |          |
| 16         | Lynette MacKenzie   | Australie      | 1980   |          |
| 17         | Prue Jeffries       | Australie      | 1440   |          |

## Statistiques de l'année

### Victoires par nations
Résultats WCT hommes et femmes
| Pays        | Hommes WCT | Femmes WCT | Hommes WQS | Femmes WQS | WLT | Total |
| ----------- | ---------- | ---------- | ---------- | ---------- | --- | ----- |
| Australie   | 5          | 2          |            |            |     | 7     |
| États-Unis* | 6          | 1          |            |            |     | 7     |
| Pérou       |            | 3          |            |            |     | 3     |
| Brésil      |            | 1          |            |            |     | 1     |
| Total       | 11         | 7          | NC         | NC         | Nc  | 18    |

- * dont  Hawaï : 4 (3 WCT hommes et 1 WCT femme)